# 金宣求
金 宣求（キム・ソング、1992年4月6日 - ）は、大韓民国出身のラグビー選手。

## プロフィール
- ポジションはセンター(CTB)[1]。
- 身長 184 cm、体重 106 kg
- ニックネームはキム。
- 韓国代表に選ばれたことがある[2]。

## 略歴
中学3年生からラグビーを始めた。
ソウル大学高校、延世大学、尚武を経て、2018年、リコーブラックラムズに加入。
2020年、リコーブラックラムズを退団した。